# Anna Maria Bisi
Anna Maria Bisi (1938 - 1988), coneguda com A. M. Bisi, va ser una arqueòloga i acadèmica italiana, especialitzada en els fenicis i púnics.

## Trajectòria
Va rebre el suport de Sabatino Moscati quan es va doctorar i després va publicar Il Grifone: dalle origini Orientali al VI secolo a. C. en 1965 i dos anys més tard Le Stele puniche, de nou en Studi Semitici però esta vegada sobre arqueologia púnica. Bisi va ser nomenada professora d'Antiguitats Púniques a la Universitat de Roma La Sapienza el 1969, i professora d'Arqueologia de l'Antic Orient Pròxim a la Universitat d'Urbino el 1971. Les seues investigacions es van centrar en l'artesania i la iconografia, a través de les quals va estudiar la difusió de la cultura fenícia i les relacions culturals a tota la Mediterrània.